# 施韦青根宫
施韦青根宮（德語：Schloss Schwetzingen）是一座位於德國巴登-符騰堡州的宮殿建築。這裡曾是卡爾·菲利普三世和卡爾·泰奧多爾的夏宮。宮殿以其寬敞而華麗的花園而著稱，並且保存狀態良好。宮殿主要修建於17世紀，內部還有一個劇場。施韦青根宮還是施韦青根節的主辦會場。

施韦青根宫 - Schloss Schwetzingen
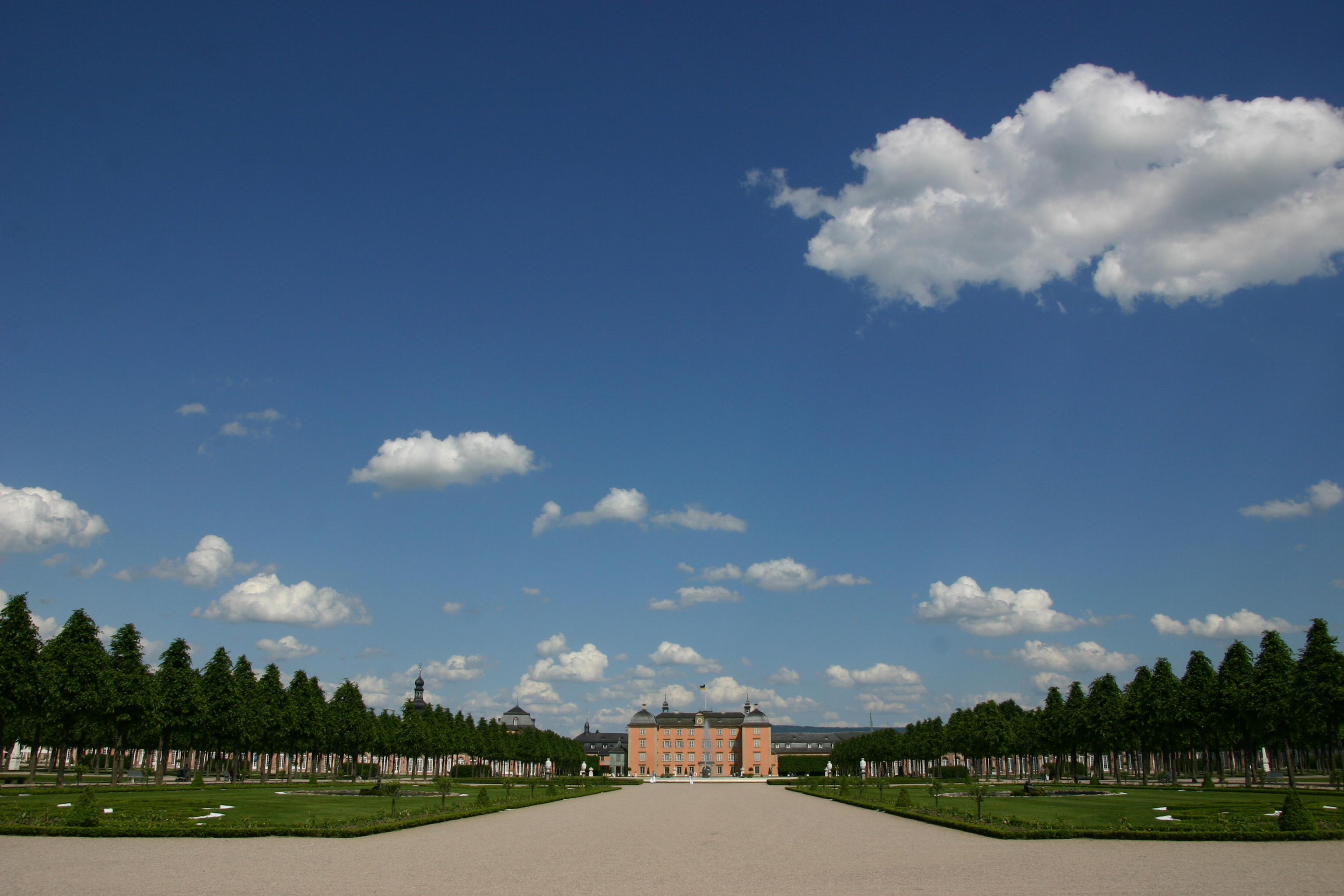
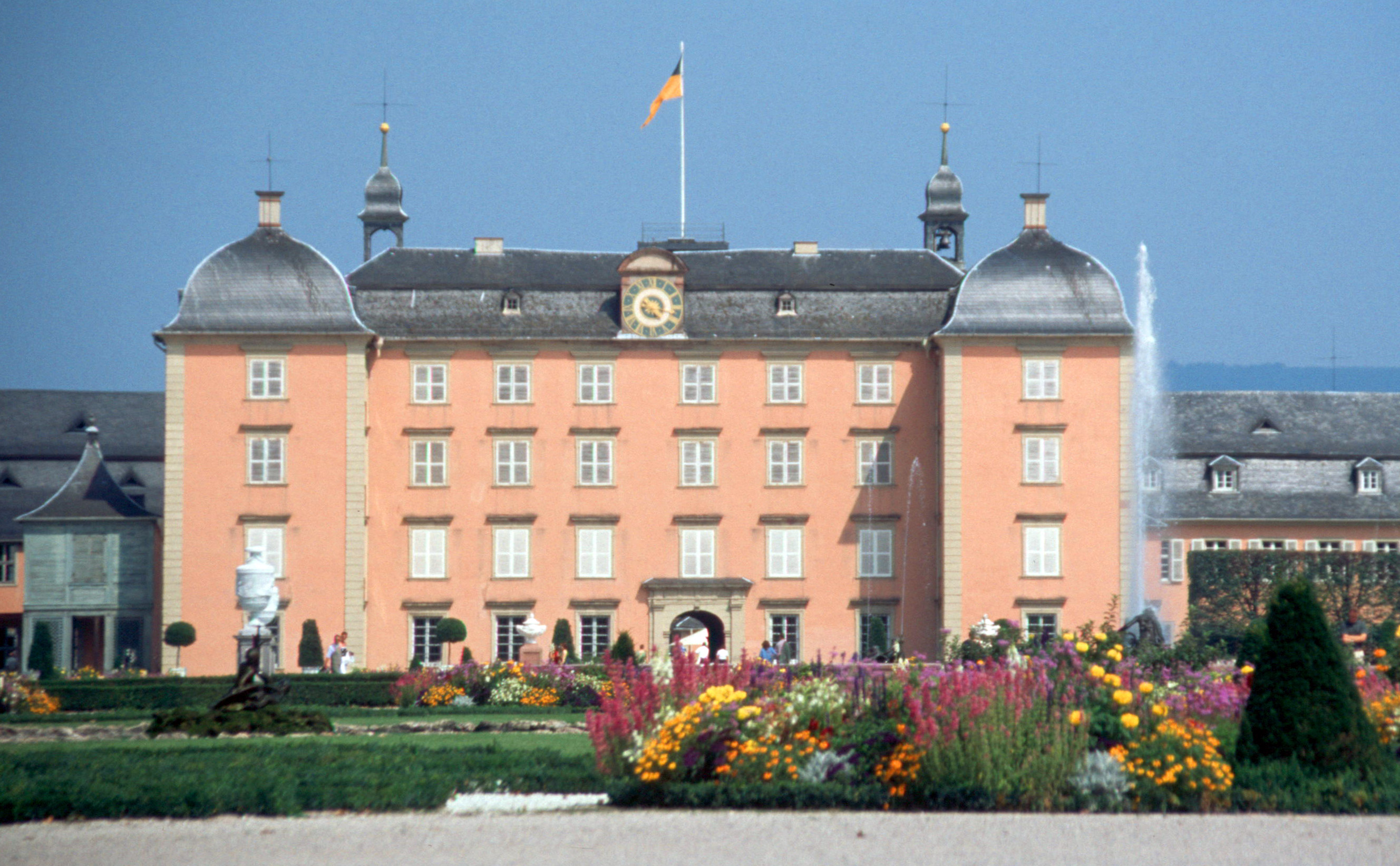
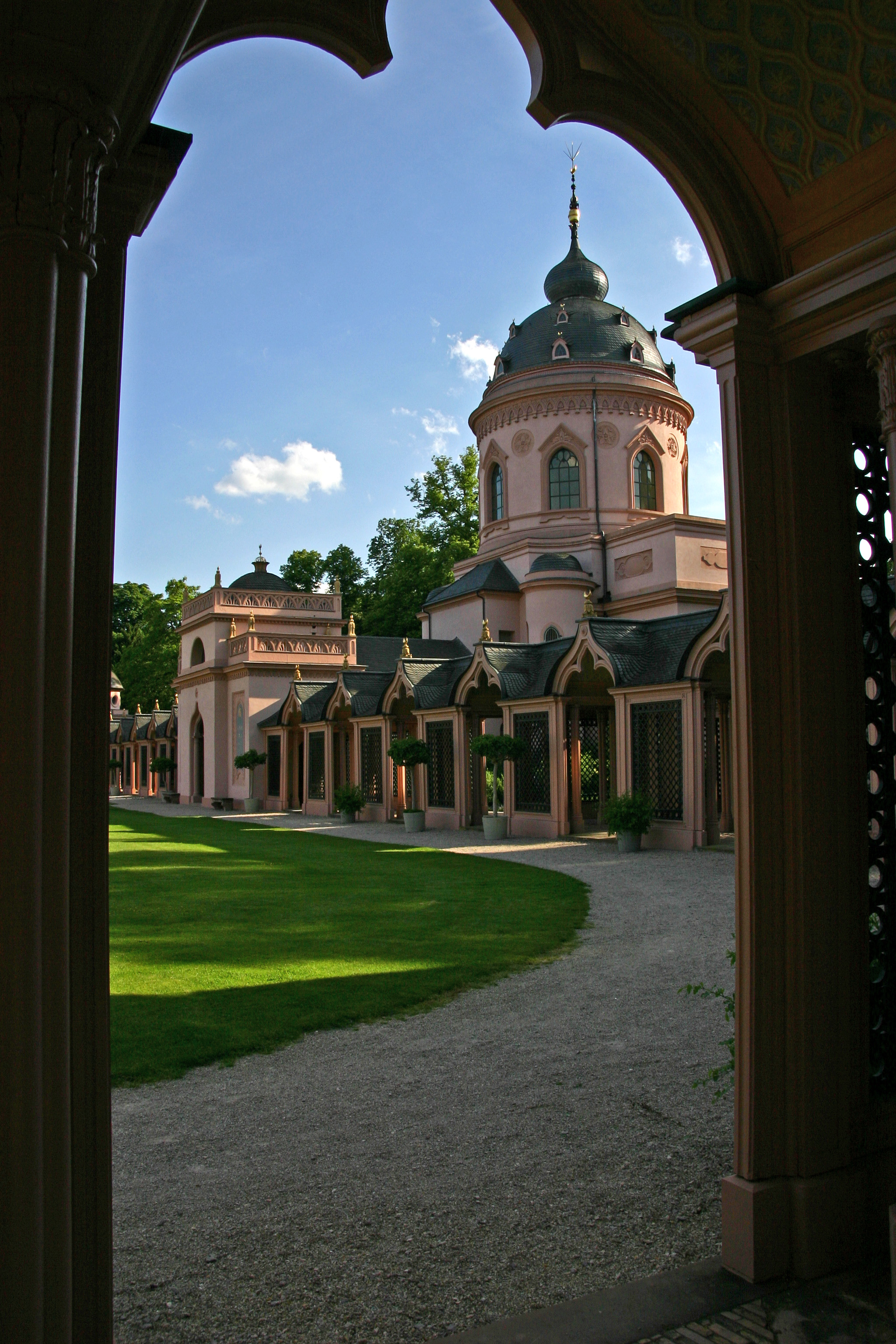
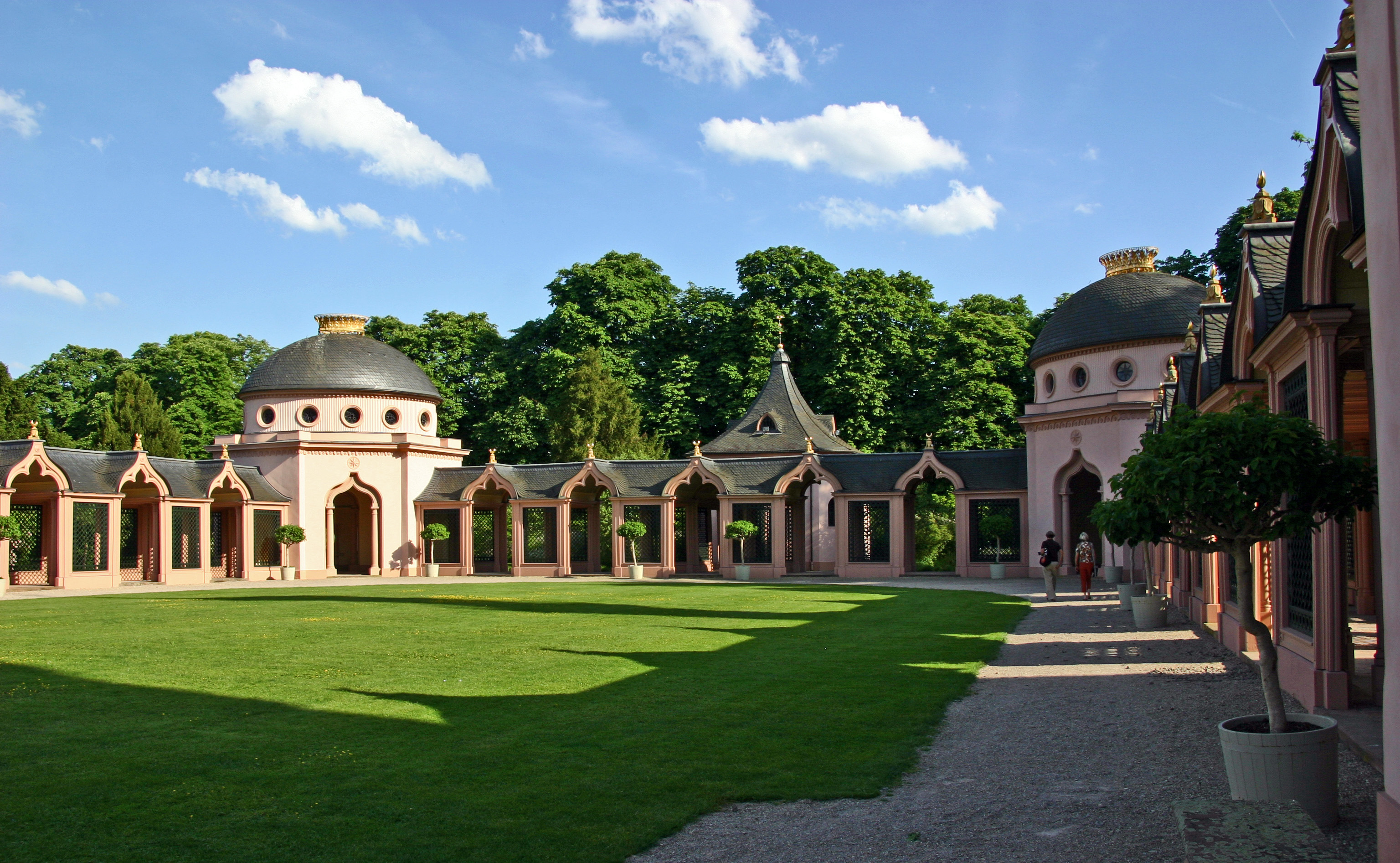
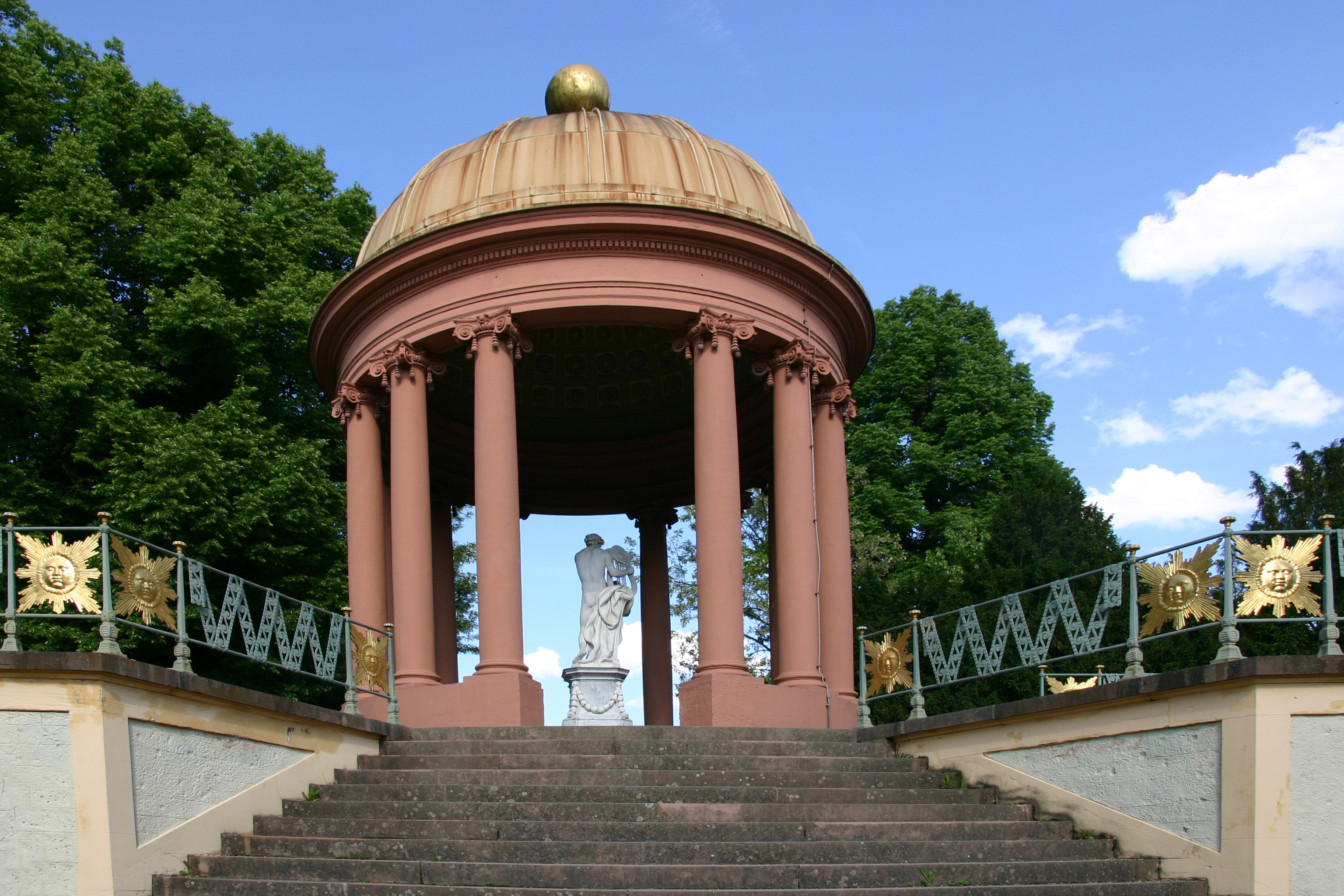
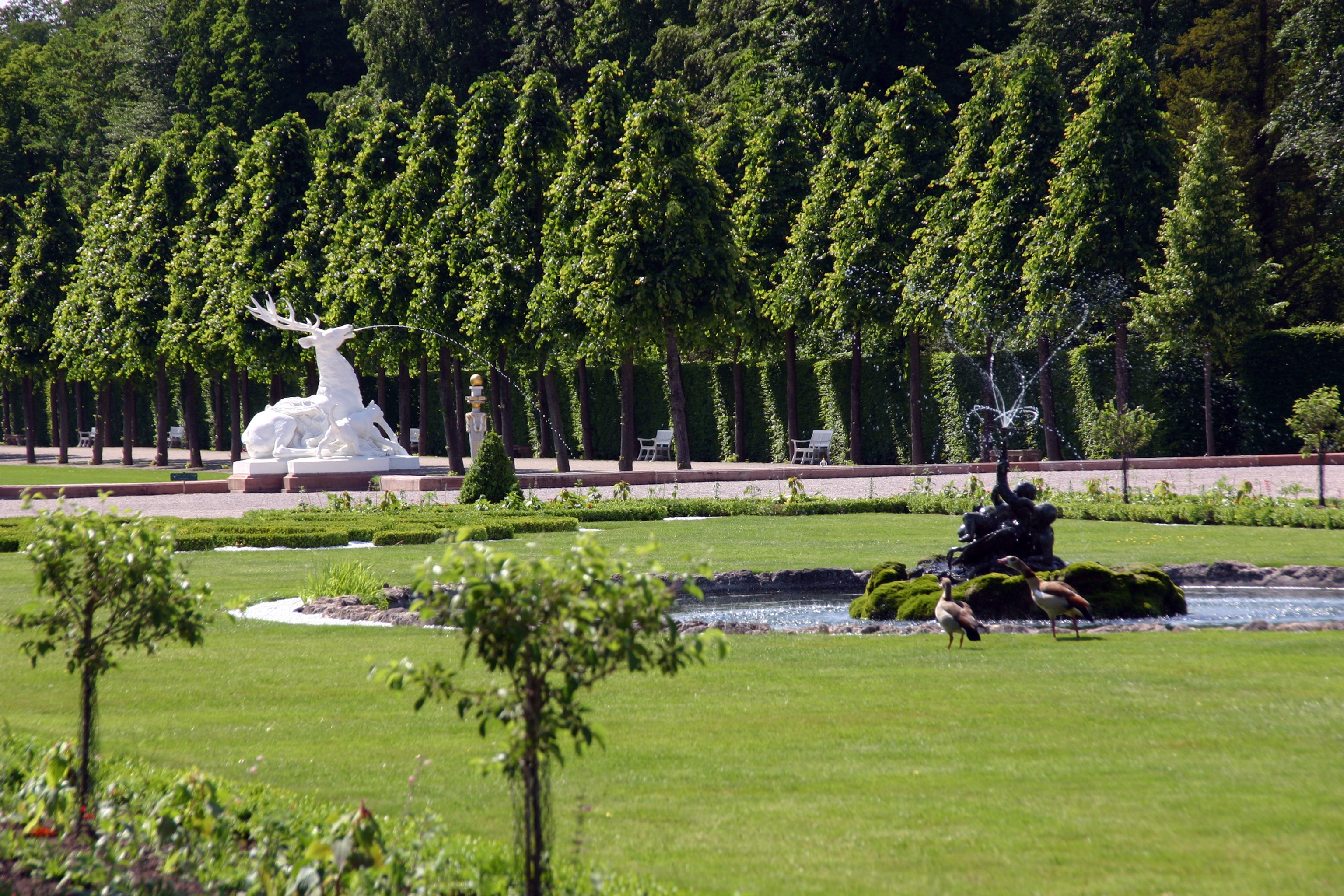
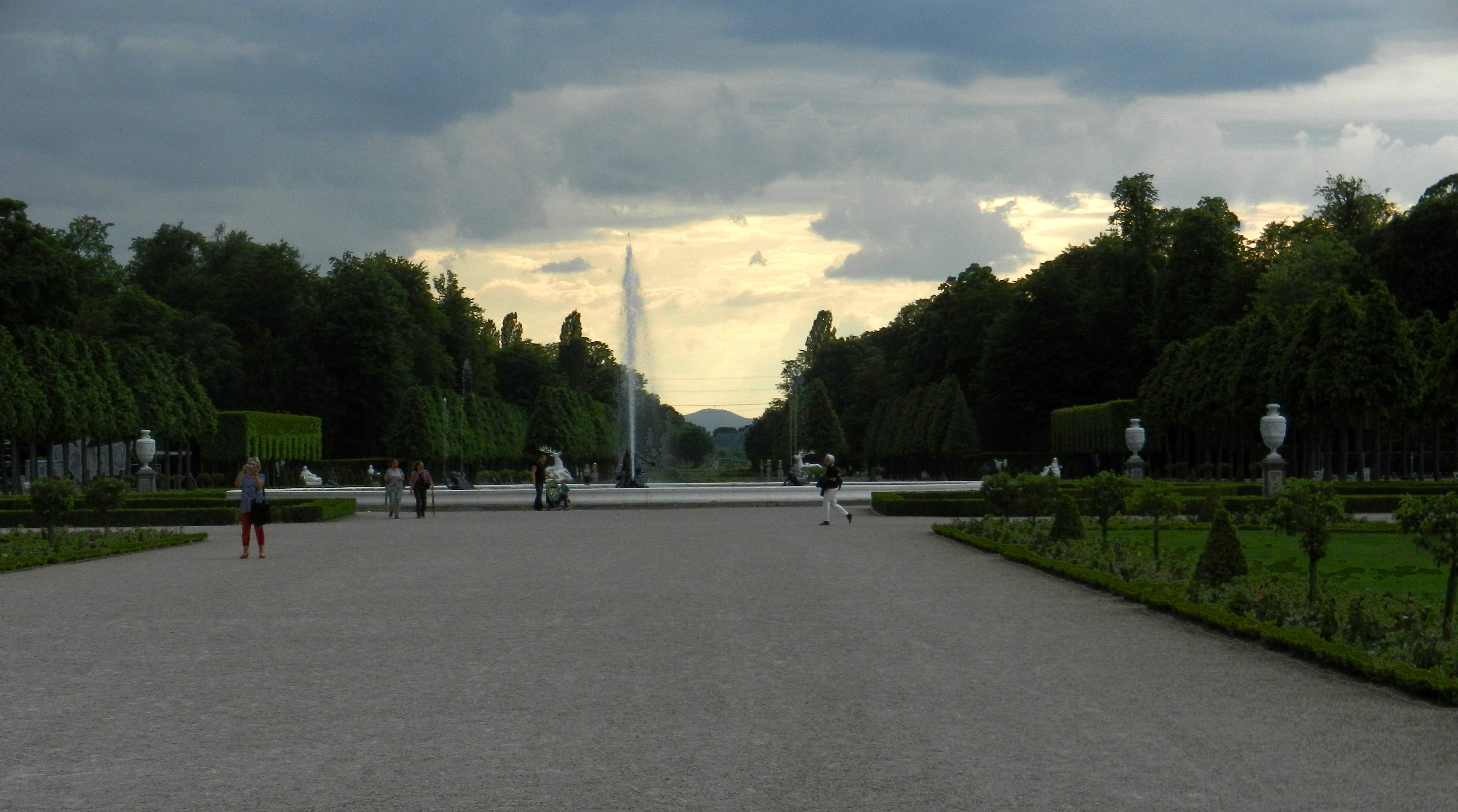
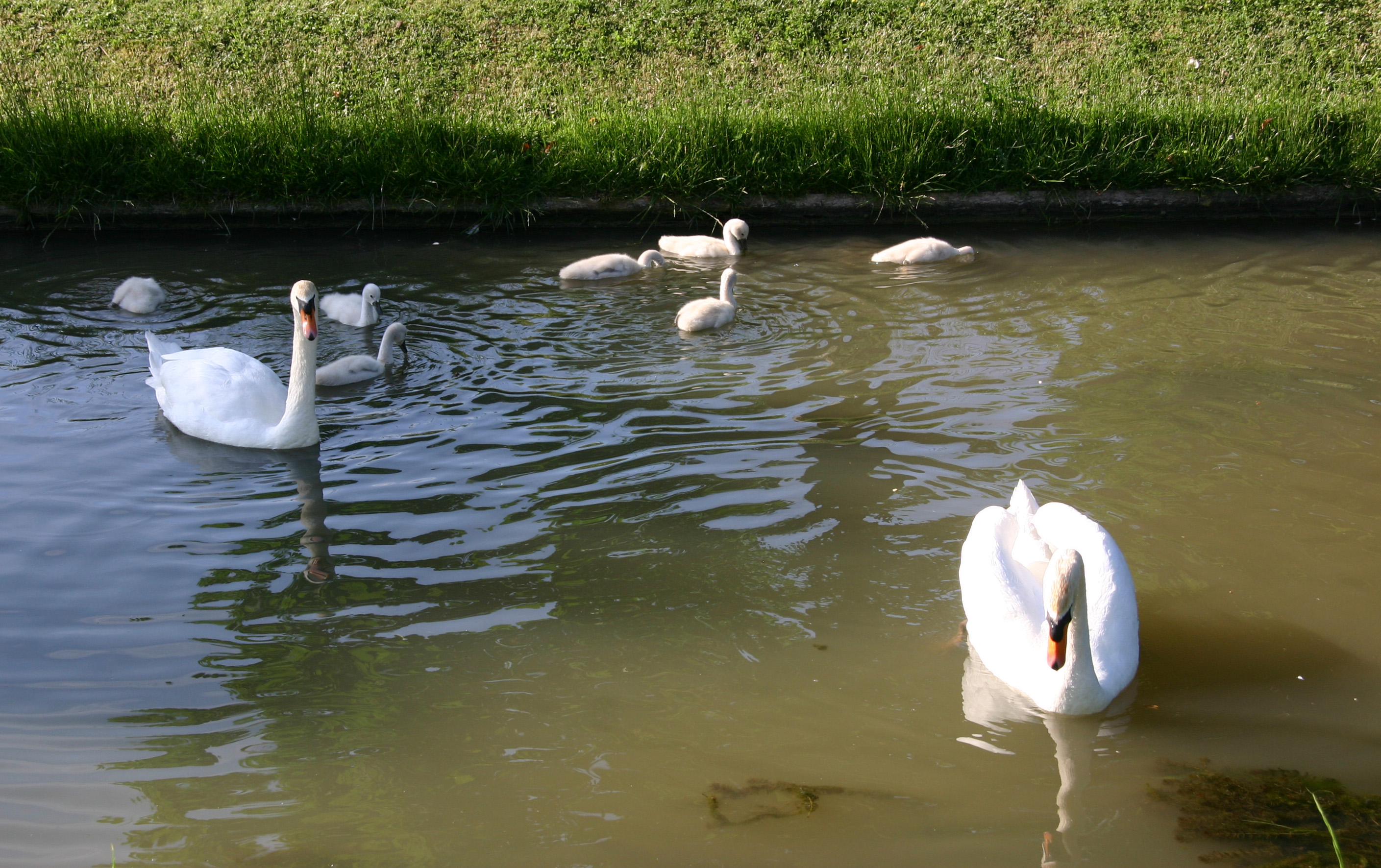

## 外部連結
- 维基共享资源上的相關多媒體資源：施韦青根宫
- Information about and photos of the theatre （页面存档备份，存于）
- official site （页面存档备份，存于）
- Information about German Castles and Germany in general]